# Els Foners Balears

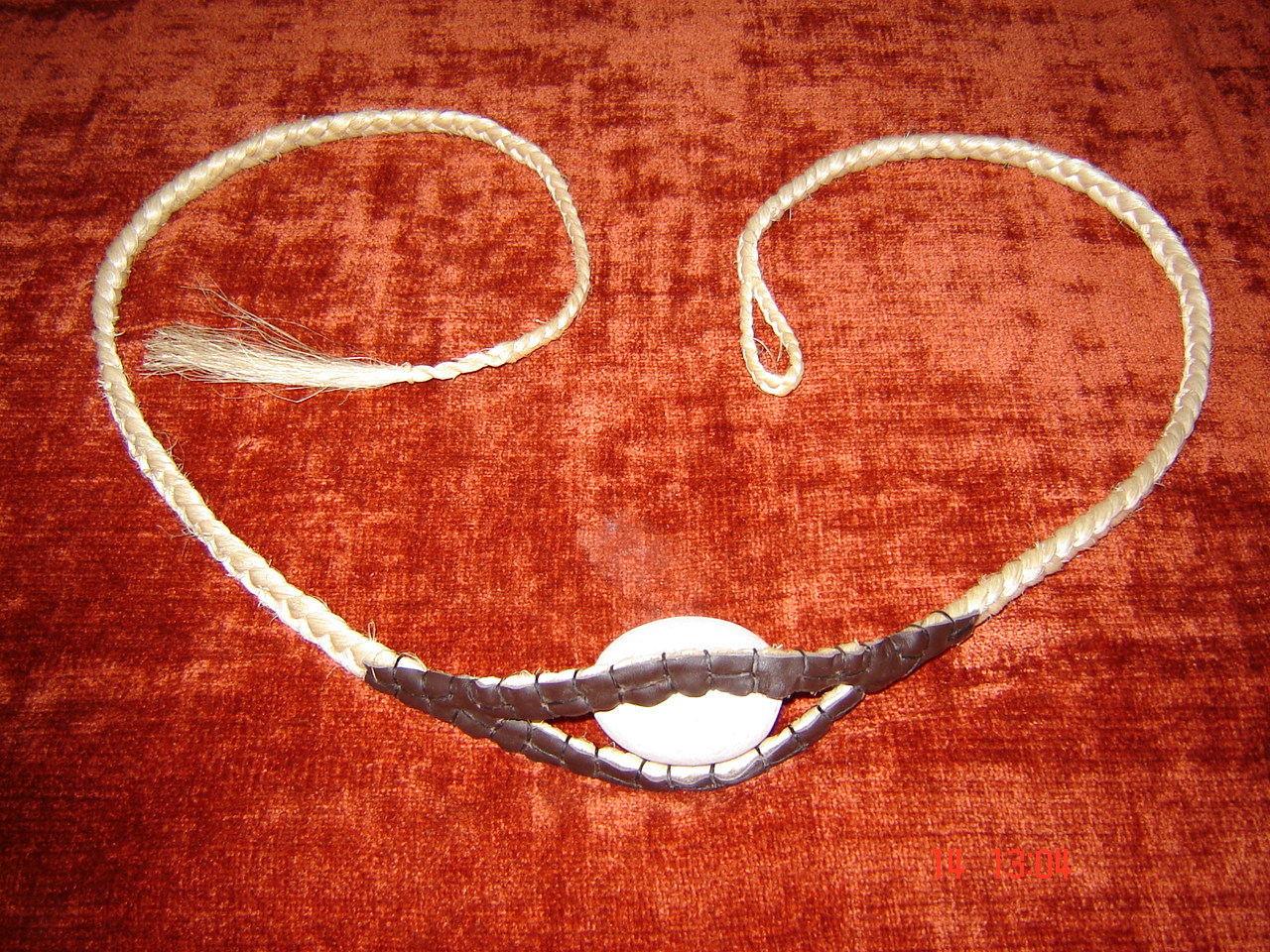
Rekonstruktion einer typischen Schleuder (Balearen) Hergestellt aus Fasern der Agaven

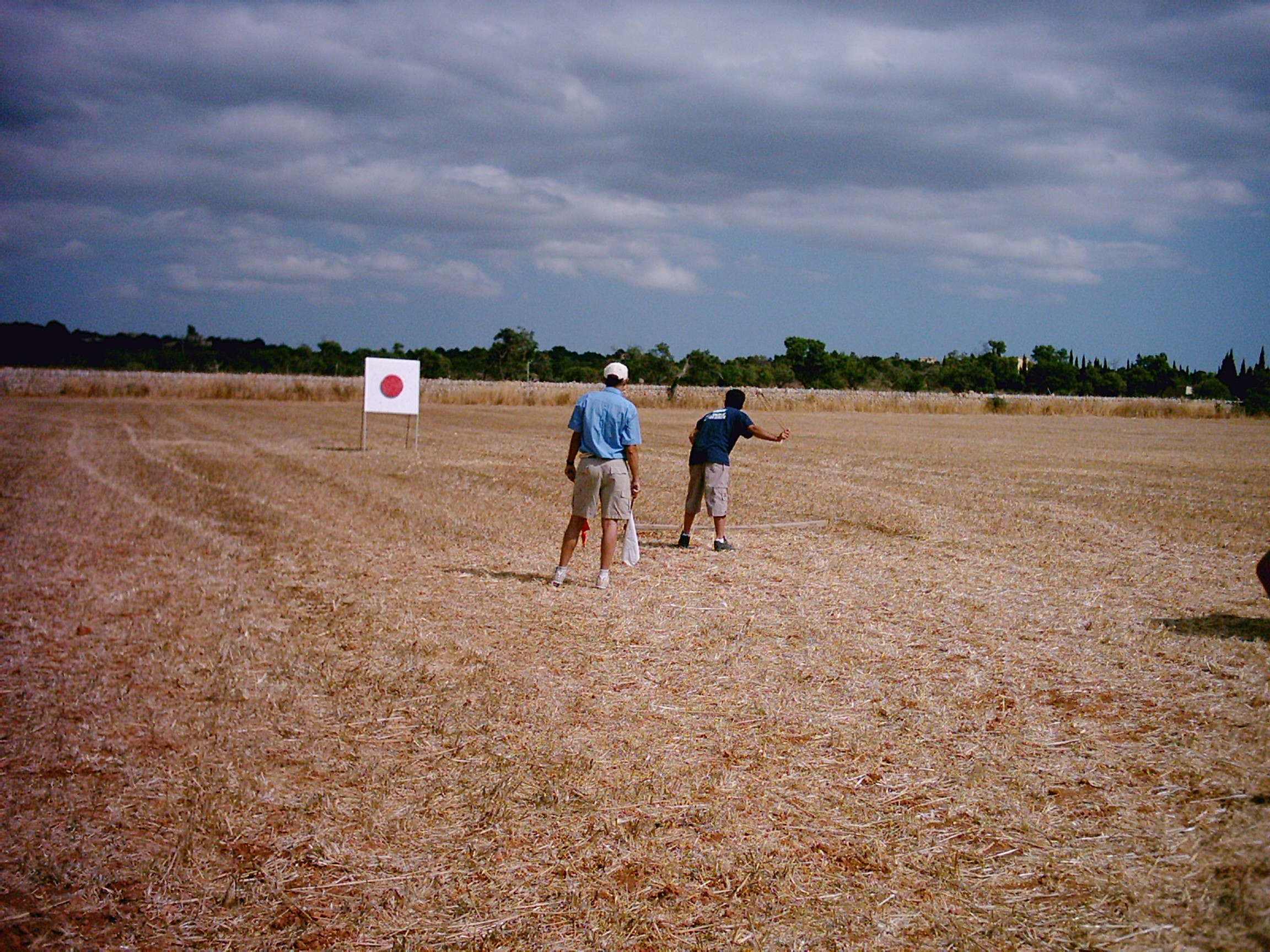
Steinschleuderer beim Wettbewerb

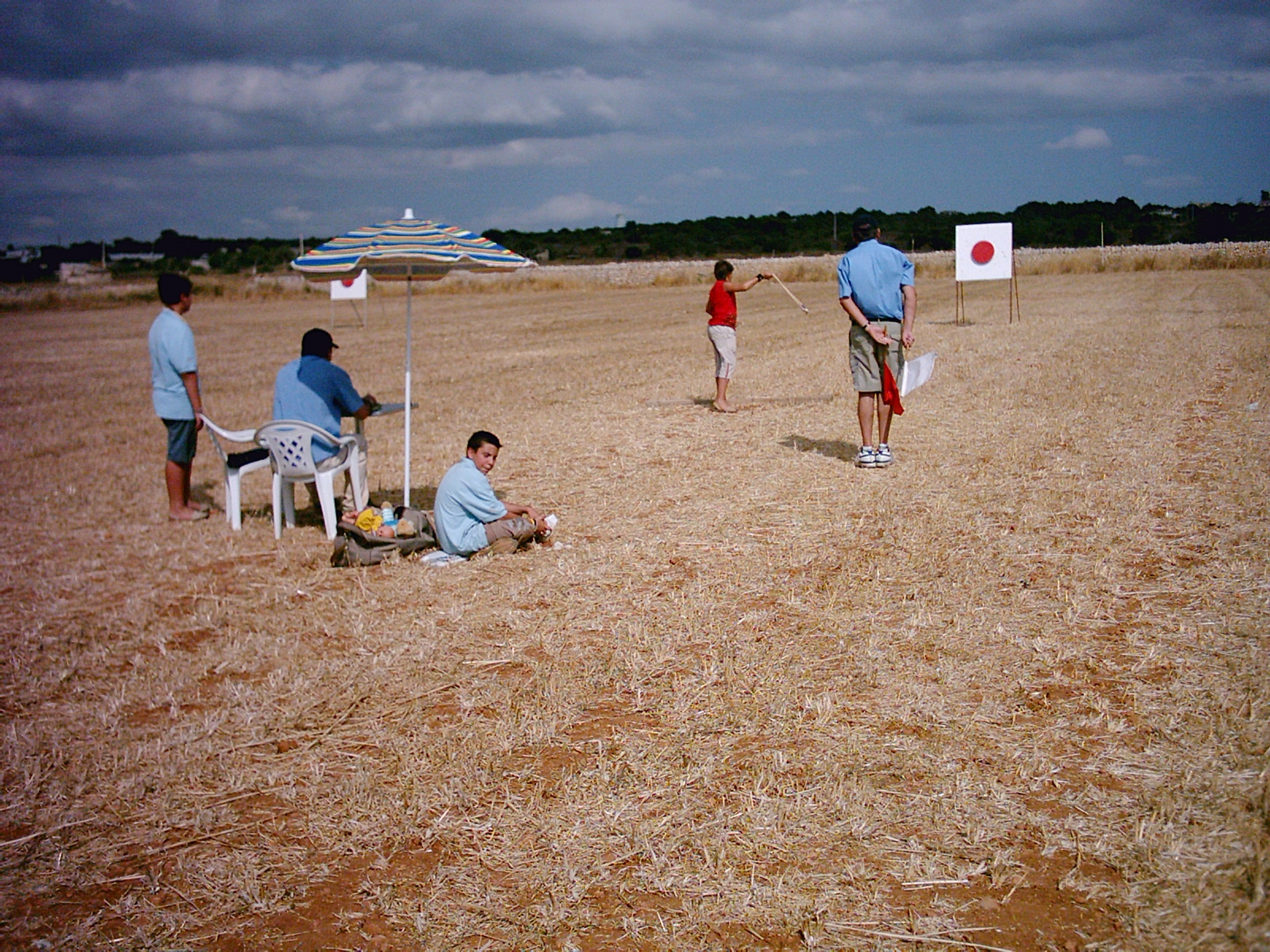

Mit Els Foners Balears (katalanisch) werden historische Steinschleuderkämpfer auf den Balearischen Inseln bezeichnet.
Die Urbevölkerung der Balearen ist vermutlich von der Iberischen Halbinsel aus eingewandert; erste Spuren menschlicher Besiedlung stammen aus dem 3. Jahrtausend vor Christus. Bereits in dieser Zeit benutzten die ersten Jäger Schleudern sowie Steine von ei- oder kugelähnlicher Form als Projektile. Später wurde diese Technik auch als Verteidigungswaffe eingesetzt. Die Treffsicherheit war schon damals hoch. Wurfweiten von mehr als 150 Meter sind durch Rekonstruktion und Versuche belegt. Die Projektile hatten ein Gewicht zwischen 100 und 500 Gramm. Die hohe Kunst des Steinschleuderns machte später die Ur-Mallorquiner zu beliebten und gut entlohnten Söldnern in den karthagischen und römischen Armeen.
Um 1500 v. Chr. begann die Talayot-Kultur, die balearische Variante der Bronze- und Eisenzeit. Aus dieser Zeit stammen die ersten Funde über die Steinschleuderer Els Foners, die nun nicht nur Steine als Geschosse verwendeten, sondern auch Bronze- und Eisengeschosse. Die Bronze-Projektile waren zum Teil mit Gravuren zum Hohn der Gegner versehen. Es wurden nicht nur natürliche Steine benutzt, sondern auch eigens behauene Steine.
Gegen die Invasion der Römer wurden die Foners aktiv eingesetzt und leisteten einen erheblichen Widerstand gegen die römischen Truppen.
123 v. Chr. fand eine römische Invasion statt. Quintus Caecilius Metellus Balearicus gründete die Städte Pollentia (heute Alcúdia) und Palma (v. lateinisch palma „(Sieges-)Palme“).
Durch eine geschickte Anordnung von zwei Werfergruppen erzielten die Foners einen einem Vorhang gleichenden Abwehrriegel, sodass der Gegner es schwer hatte, unverletzt durchzukommen. Die Wucht der Geschosse war extrem groß. Die Wurffrequenz jedes einzelnen Werfers lag wesentlich höher als bei einem Bogenschützen.
Seit dem Jahre 2001 gibt es wieder mehrere Vereine auf den Baleareninseln Mallorca, Menorca, Ibiza und Formentera, die diese Tradition bewahren. Jährlich werden die Balearen-Meisterschaften ausgetragen.